# Asuogyaman
Le district de Asuogyaman est l’un des 17 districts de la Région Orientale, au Ghana.
Personnalités

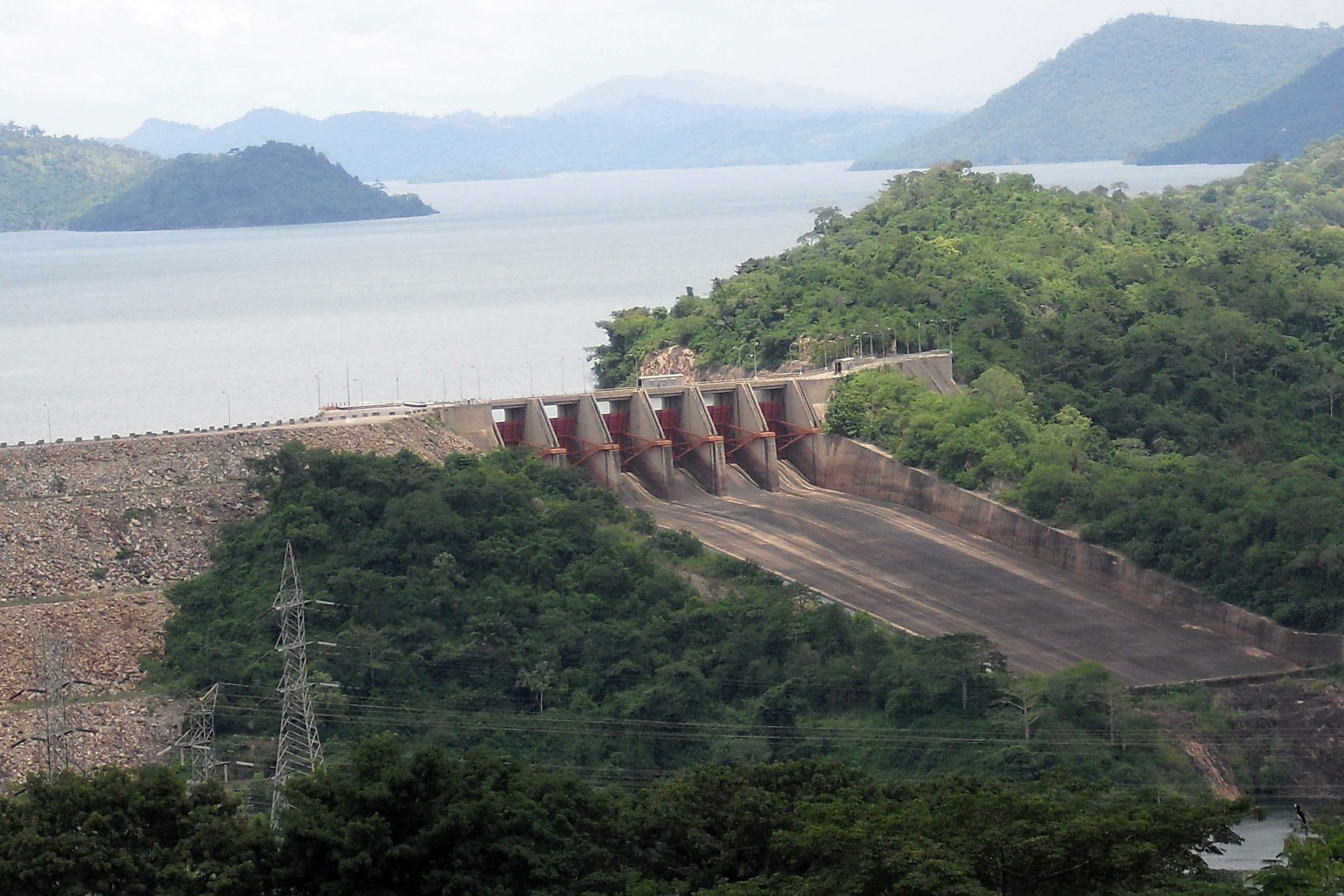
Déversoirs du barrage d'Akosombo avec 6 vannes à Akosombo, Ghana

Le district d'Asuogyaman a vu naitre la zoologiste Letitia Obeng et la peintre Theodosia Okoh.